# 維亞濟馬區

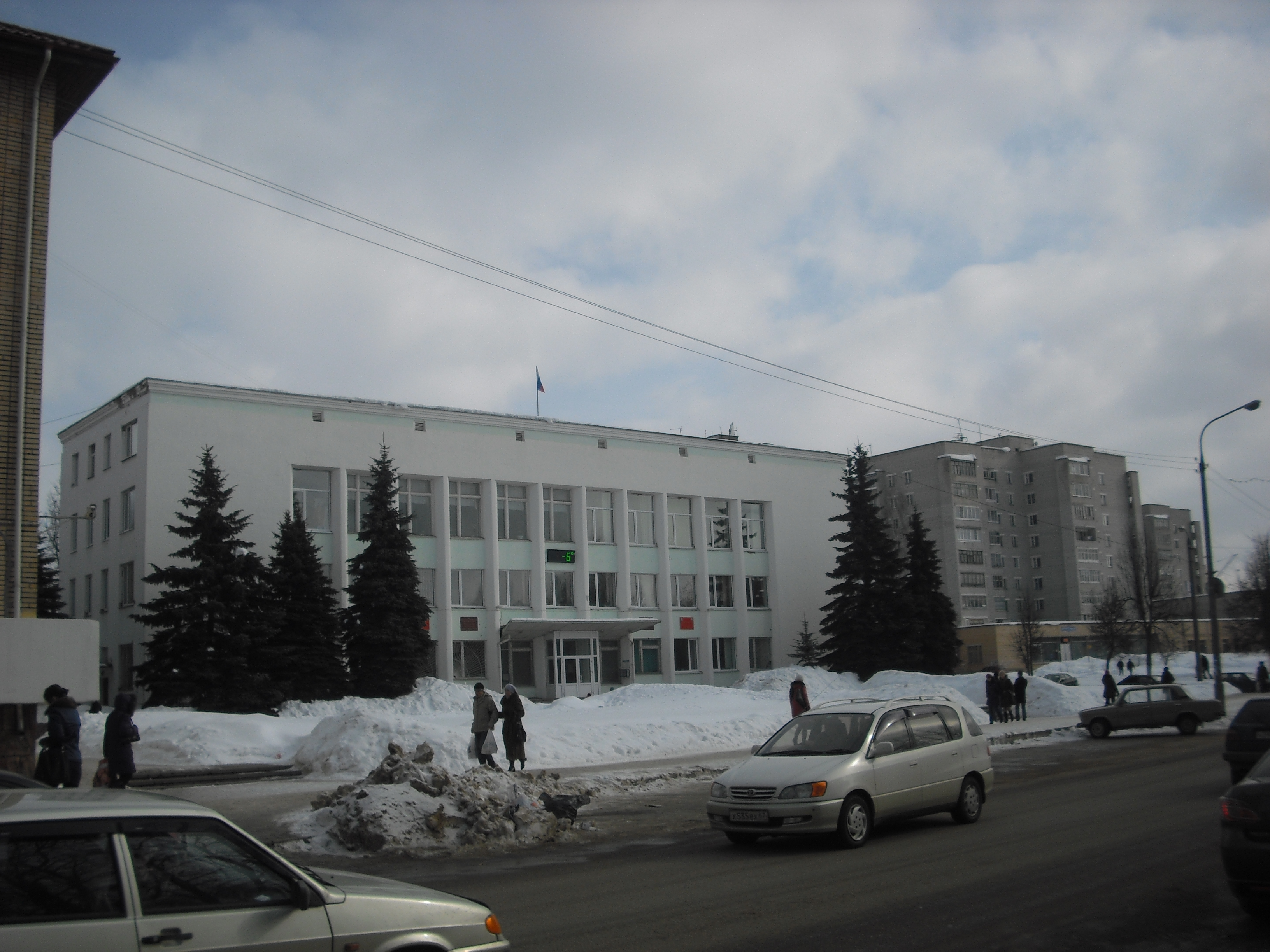

55°13′N 34°18′E / 55.217°N 34.300°E
維亞濟馬區（俄语：Вя́земский райо́н）是俄羅斯的一個區，位於該國西部，由斯摩棱斯克州負責管轄，面積3,337.9平方公里，2010年人口80,436，人口密度每平方公里24.1人。